# Erre
Erre település Franciaországban, Nord megyében. Lakosainak száma 1576 fő (2022. január 1.). Erre Wandignies-Hamage, Abscon, Escaudain, Fenain és Hornaing községekkel határos.

## Népesség
A település népességének változása:
| Lakosok száma | 1479 | 1574 | 1613 | 1592 | 1589 | 1587 | 1580 | 1574 | 1576 |
|               | 2013 | 2015 | 2016 | 2017 | 2018 | 2019 | 2020 | 2021 | 2022 |